# Nabha

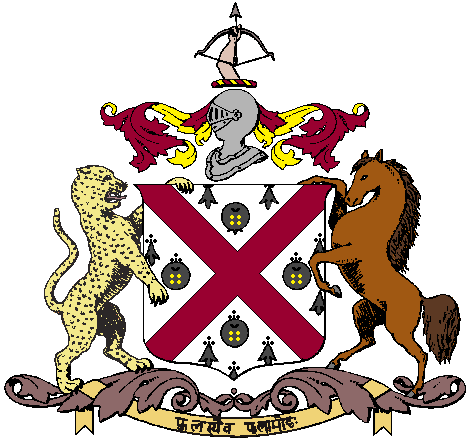
Escut

Nabha fou un estat tributari protegit un dels anomenats estats phulkians al grup d'estat del Cis-Sutlej sota el govern del Panjab. La superfície era de 2.502 km² distribuïts en dues parts: la principal (repartida en dotze trossos separats enclavats entre territoris de Jind i Patiala) formada pels nizamats (Amloh i Phul, capitals a Amhol i Dhanaula), i el nizamat de Bawal al sud-est del Panjab. La capital era Nabha (ciutat). Un agent polític pels tres estats pulkhians i per Bahawalpur residia a Patiala (ciutat); el govern interior de Nabha estava sota control del raja.

## Història
Nabha va esdevenir formalment estat separat el 1763; quan aquest any els sikhs van capturar la ciutat de Sirhind, l'antiga província imperial del mateix nom fou repartida entre els prínceps phulkians i el territori a l'entorn d'Amloh va correspondre a Hamir Singh, un sidhu jat fill de Suratya Singh i senyor de Nabha des de 1754, que en endavant va esdevenir raja. Hamir era net de Tiloka, el fill gran de Phul i, per tant, de la mateixa branca que el Jind (o Jhind) mentre que el raja de Patiala era descendent de Rama el segon fill de Phul. El 1774, Gajpat Singh, Raja de Jind va arrabassar Sangrur a Hamir Singh i va conquerir tanmateix Amloh i Bhadson. Les dues darreres ciutats foren retornades al raja de Nabha per la intervenció de Patiala, però Sangrur va romandre part de Jind.
El 1776 els rages phulkians es van aliar per resistir l'atac del governador mogol d'Hansi que havia estat enviat pel govern de Delhi per atacar Jind. Després de la seva derrota la ciutat de Rori va caure en mans d'Hamir com a part que li va correspondre en les conquestes pulkhianes. El 1783 Hamir Singh va morir i el va succeir el seu fill menor d'edat Jaswant Singh amb la vídua Rani Desu com a regent fins al 1790; la rani va recuperar molt del territori que havia estat ocupat per Jind; a la mort de Gajpat Singh el 1789 el conflicte entre els dos estats fou oblidat doncs aviat va caler fer front a un nou perill: el 1798 es va produir la invasió de Zaman Shah Durrani de Kabul i els prínceps sikhs es van unir per fer-li front. Mentre les forces es reunien a Lahore, els prínceps va rebre la notícia que George Thomas estava assetjant Jind i van córrer en la seva ajuda. En la lluita que va seguir els sikhs foren derrotats i van acusar al raja de Nabha d'haver estat tebi en la causa comuna; efectivament el raja no va prendre part en la lluita, però el 1801 Nabha fou inclosa en el tratac general amb el general Perron pel qual, a canvi de l'expulsió de Thomas dels seus territoris, els senyors del Cis-Sutlej acceptaven la sobirania maratha.
El raja Jaswant Singh va signar un tractat amb els britànics el 1804 i quan Jaswant Rao Holkar es va aturar a Nabha el 1805 en el seu camí cap a Lahore, el raja va exhibir el seu pacte amb els britànics i va refusar donar-li assistència. Poc després va esclatar la guerra entre el raja de Nabha i el de Jind d'un costat i la rani de Patiala de l'altra. Jaswant Singh fou derrotat i junt amb el raja de Jind va demanar l'ajut de Ranjit Singh el maharajà sikh que el 1806 va creuar el Sutlej i es va aturar a Nabha; va desmembrar l'estat musulmà de Maler Kotla, cedint a Jaswant Singh parts de Kot Basia, Tahvandi i Jagraon que depenien d'aquest estat, i una part de Ghumgrana. El 1807-1807 Ranjit Singh va fer noves expedicions als estats del Cis-Sutlej i el 1808 Jaswant va rebre del maharajà sikh el principat de Khanna. Tot i això els caps del Cis-Sutlej temien a Ranjit Singh i el 1809 es van posar sota protectorat britànic; el raja de Nabha va rebre amistosament al coronel Ochterlony i poc després (maig de 1809) l'estat va quedar sota protectorat britànic i Ranjit va desistir de posterior intents al sud del Sutlej.
Jaswant Singh va elevar el seu estat a un alt grau de prosperitat, estant ben cultivat i amb uns ingressos estimats en 1,5 lakhs; no obstant seguien les disputes amb Patiala per territoris fronterers; els seus darrers anys foren enrarits per les revoltes del seu fill Rajkumar Ranjit Singh, que finalment va morir el 1832.
Jaswant va morir el 1840 i el va succeir el seu únic fill sobrevivent Deoindar Singh (Devendra Singh), tímid i vacil·lant que en la primera Guerra Sikh el 1845 va simpatitzar amb els sikhs; la seva conducta sobre carruatges, subministraments i altres serveis requerits pel tractats, generalment dilatòria, es va fer sospitosa; però després de les batalles de Mudki i Ferozeshah, els subministraments foren abundants i després de la victòria final a Sobraon tots els recursos de l'estat es van posar a disposició dels britànics; no obstant es va obrir una investigació sobre la conducta del raja amb el resultat que fou deposat amb una pensió de 50.000 rúpies l'any sent enviat a Mathura i després a Lahore (1855) on va morir el novembre de 1865; un quart del territori fou confiscat i en part entregat a Patiala i Faridkot en agraïment per la seva lleialtat. El fill gran Bharpur Singh, va rebre la successió el 1847 i va ser lleial durant el motí de 1857 sent recompensat amb el territori que va formar el nizamat de Bawal i un sanad (5 de maig de 1860) que donava al raja privilegis similars als concedits a Jind i Patiala.
Bharpur Singh va morir el 9 de novembre de 1863, i el va succeir el seu germà Bhagwan Singh, que va morir sense successió el 31 de maig de 1871. Com que el sanad de 1860 establia que en cas d'extinció d'alguna de les tres cases pulkhianes la successió havia de passar a un príncep pulkhià escollit pels altres dos sobirans pulkhians i pel representant britànic. Fou seleccionat Hira Singh fill del sardar Sukkha Singh de Badrukhan (feudatari de Jind), nascut el 1843. El raja tenia dret a salutació de 15 canonades incloent 4 personals per al sobirà escollit el 1871, és a dir 11 (després elevades a 13); el títol de maharajà el va obtenir el 1877.
El raja va morir el 25 de desembre de 1911 i el va succeir el seu fill maharajà Ripudaman Singh el 24 de gener de 1912, i la coronació es va fer el 20 de desembre de 1912. El 1921 va rebre salutació de 15 canonades per a l'interior de l'estat; va signar una carta d'abdicació el 7 de juliol de 1923 i fou enviat a Kodaikanal i Dehra Dun amb una pensió; fou formalment deposat el 2 de febrer de 1928 i va morir el 13 de desembre de 1942. El va succeir el seu fill maharaja Pratap Singh Malvinder Bahadur (1923) i va governar fins al 20 d'agost de 1948. Va morir el 24 de juliol de 1995.
El 1947 Nabha, Patiala i altres estats es van unir i van formar la Unió de Patiala i els Estats del Panjab Oriental coneguda per les severs angleses de PEPSU (Patiala and East Punjab States Union). El 1956 PEPSU va passar a formar part del Panjab, i es va formar el districte de Patiala; Nabha va formar una subdivisió d'aquest districte.

## Població
L'estat tenia 4 ciutats i 488 pobles. La seva població era:
- 1881: 261.824
- 1891: 282.756
- 1901: 297.949
- 1931: 287.574

El 54% de la població eren hindús i el 26% sikhs (la major part de casta i tribu jat i vivint al nizamat de Phul). Els jats són el 31% de la població. Les castes principals són els rajputs i els ahirs. La llengua habitual és el panjabi excepte a Bawal que és l'hindi. El 58% de la població vivien de l'agricultura.
Nabha era la principal ciutat de l'estat i única municipalitat. Altres poblacions destacades eren Jaito, Phul i Bahadur Singhwala.

## Segells
La convenció de 1885 és la que regulava els correus de l'estat i els intercanvis amb els britànics. Es van emetre segells de l'Índia Britànica sobrecarregats amb la inscripció "Nabha state" i "Nabha state service". El departament postal estava controlat per un director general. Es van emetre segells de court fee i revenue els primers de 1930 a 1945 i els segons de 1890 a 1949.

## Exèrcit i policia
L'exèrcit estava format per un batalló del servei imperial d'infanteria i una força local de 150 cavallers, 70 infants i 40 artillers, amb 10 canons en servei (1901).
La policia estava formada per 838 oficials i agents i dirigida per un coronel; el departament policial estava dirigit per un bakhshi. Hi havia també 533 vigilants de poble. A Nabha hi havia una presó dirigida per un daroga sota supervisió del magistrat local, amb capacitat per 500 presoners; una segona presó a Bawal podia allotjat 100 presoners.

## Bandera

Bandera

La bandera de l'estat era horitzonatl partida groc sobre vermell.

## Llista de sobirans
- Phul
- Tiloka ?
- Suratya Singh (Gurditta?) ?-1754
- Hamir Singh 1754-1783 (va fundar Nabha el 1755)
- Jashwant Singh 1783-1840
- Devendra Singh 1840-1846
- Bharpur Singh 1846-1863
- Bhagwan Singh 1863-1871
- Hira Singh 1871-1911
- Ripudaman Singh 1911-1923 (abdicà el 1923, però no fou oficialment deposat fins al 1928)
- Pratap Singh 1923 1948 (sota regència de 1923 a 1941)